# Alejandro Bergantiños García
Alejandro Bergantiños García, més conegut com a Álex Bergantiños (La Corunya, 7 de juny de 1985), és un exfutbolista gallec. Jugava de migcampista defensiu i va desenvolupar bona part de la seva trajectòria al Deportivo de La Coruña, on va jugar 336 partits oficials. Des del juliol del 2023, coincidint amb la seva retirada, forma part del Consell d'Administració del club corunyès.

## Trajectòria
Format en l'Imperátor, després formaria part del Deportivo de La Coruña, on va començar la seva carrera professional en l'equip filial. El jugador seria cedit al Xerez Club Deportivo el 2008, amb el qual va pujar a Primera divisió, categoria a la qual va jugar la temporada 2009-10.
La temporada 2010-11, Bergantiños va arribar cedit al Granada Club de Fútbol, però al mercat d'hivern, el gener de 2010, equip que va abandonar per falta d'oportunitats a mitja temporada per jugar al Club Gimnàstic de Tarragona. El Deportivo, propietari dels drets del jugador, va autoritzar la seva marxa a l'equip tarragoní, on aconsegueix els minuts que buscava.
La temporada 2011-12, just després del descens del Deportivo a la Segona divisió, torna al club de la seva ciutat. Tot i que al principi ningú s'ho esperava, el jugador rendeix a un nivell excel·lent i gaudeix d'una titularitat quasi absoluta, aconseguint jugar els 42 partits de lliga, en una temporada que el Deportivo acaba com a campió de la Lliga Adelante amb rècord de punts.
Bergantiños va continuar vinculat al Deportivo fins al final de la temporada 2022-23, amb l'excepció de la temporada 2017-18, en què va jugar cedit a l'Sporting de Gijón. Es va retirar als 38 anys, i després de 336 partits oficials, amb un últim partit al Trofeu Teresa Herrera, abans de passar a l'organigrama del club.

### Selecció gallega
Va ser convocat per la selecció gallega per al partit contra l'Iran, disputat a l'estadi de Riazor el 27 de desembre de 2008 amb victòria per 3-2 per als gallecs.
Va ser convocat novament en el retorn de la selecció vuit anys més tard. Va jugar en el partit contra Veneçuela que es va disputar a l'estadi de Riazor el 20 de maig de 2016 (1-1).